# 東貝光電
東貝光電科技股份有限公司，簡稱東貝光電，是台灣上市的LED廠，2002年2月19日在台灣正式上市，提供LED封裝，液晶背光模組，智慧型照明產品。

## 外部連結
- 東貝光電科技股份有限公司 （页面存档备份，存于）

1. ↑  .   [2015-06-06]. （原始内容存档于2019-08-11）.